# نیلز نکونکو
نیلز نکونکو (انگلیسی: Niels Nkounkou؛ زادهٔ ۱ نوامبر ۲۰۰۰) بازیکن فوتبال اهل فرانسه است.
وی همچنین در تیم‌های ملی فوتبال زیر ۱۸ سال فرانسه، زیر ۱۹ سال فرانسه، و France Olympic football team بازی کرده‌است.